# Kimi to Shiranai Natsu ni Naru
Kimi to Shiranai Natsu ni Naru (君としらない夏になる), também conhecida pelo título em inglês, Throw Away the Suit Together, é uma série de mangá yuri japonesa escrita e ilustrada por Keyyang. Foi serializada na Comic Yuri Hime da Ichijinsha de agosto de 2021 a julho de 2023. Três volumes tankōbon foram lançados de 17 de março de 2022 a 15 de setembro de 2023.

## Enredo
A série acompanha Haru e Hinoto, cansadas da ideia de frequentar a universidade ou começar a procurar emprego, quando decidem jogar fora seus currículos e se mudar juntos para uma ilha remota. No entanto, eles descobrem que até mesmo viver seus dias em uma ilha ainda tem suas complicações a enfrentar.

## Publicação
Escrita e ilustrada por Keyyang, Kimi to Shiranai Natsu ni Naru foi serializada na Comic Yuri Hime da Ichijinsha de 18 de agosto de 2021 a 18 de julho de 2023. Três volumes tankōbon foram lançados de 17 de março de 2022 a 15 de setembro de 2023.
| N.º | Data de lançamento     | ISBN              |
| --- | ---------------------- | ----------------- |
| 1   | 17 de março de 2022    | 978-4-7580-2378-8 |
| 2   | 18 de outubro de 2022  | 978-4-7580-2463-1 |
| 3   | 15 de setembro de 2023 | 978-4-7580-2596-6 |

## Recepção
Erica Friedman, da Yuricon, comentou em sua resenha do primeiro volume que a série era "uma das minhas leituras favoritas atualmente na revista Comic Yuri Hime". Ela observou que a arte era "boa e ruim" e que a constante tensão do fan service pode afetar a opinião do leitor sobre a série."